# Amédée de Saluces
Amédée de Saluces, né à Saluces vers 1361/63 et mort le 28 juin 1419 à Saint-Donat, est un pseudo-cardinal italien du XIVe siècle et du début du XVe siècle, créé par l'antipape d'Avignon Clément VII. Il est le fils du marquis Frédéric II de Saluces et neveu de l'antipape.

## Biographie

### Origines
Amédée (Amadeus de Saluciis) nait à Saluces, vers 1361 ou 1363. Il est le troisième fils du marquis Frédéric II de Saluces (en italien Saluzzo) et de Béatrice/Beatrix de Genève (it), dame d'Anthon, fille d'Hugues de Genève.
Il a, entre autres, pour frères Thomas, qui succèdera à leur père, Pierre,  chanoine comme lui de Lyon et futur évêque de Mende.
Par sa mère, il est un cousin éloigné du pape avignonnais Clément VII.
Le spécialiste du comté de Genève, Pierre Duparc, ainsi que le site Internet de Généalogie Foundation for Medieval Genealogy, indiquent, par erreur, qu'Hugues de Genève a eu un fils, Amédée, cardinal de Santa Maria Nuova, en 1383.

### Brillante carrière religieuse
Amédée de Saluces est reçu chanoine-comte de Saint-Jean de Lyon, en 1378 (1373 ?). Il est licencié ès loi (droit civil). Parent du pape Clément VII, il effectue une brillante carrière.
Il reçoit l'archidiaconé de Lyon le 4 février 1379, mais il ne porte pas la tonsure. Il obtient une dispense de non-résidence de dix ans pour finir ses études. Il ne porte pas la tonsure.
En 1381 ou 1383, il obtient le bénéfice de la doyenné de Milly à Bayeux, qu'il cumule la même année avec l'archidiaconé dans le diocèse de Liège. Il est prieur de Valfleury dans le diocèse de Lyon.
Le 4 novembre 1383, Clément VII le nomme évêque de Valence et Die, à la suite du transfert de Guillaume de La Voute, sur le siège d'Alby. Il est désigné sous la forme Amédée II. Ulysse Chevalier (1867) précise qu'il ne prit jamais que le titre d'administrateur. Le 8 décembre, il désigne deux vicaires qui prennent possession du diocèse, le 16 du même mois.
Malgré cette nomination, il obtient par bulle pontificale du 4 novembre 1383 l’autorisation de conserver ses bénéfices,. Il garde ainsi ses bénéfices, notamment ceux liés au chapitre de Lyon tout en cumulant ceux de chanoine et archidiacre de Reims. Il reçoit par ailleurs une prébende à Rouen (en 1385-1386). Il est fait camerlingue du Sacré Collège de 1403 à 1419. Il est grand archidiadre de Rouen, le 22 décembre 1403,. Il devient doyen du Puy, vers 1408.
Sous Clément VII, il occupe des fonctions officielles comme archidiacre et chambellan de l'Église ou encore comme légat du pape auprès de Gènes, en 1409.

### Cardinalat
Clément VII le crée Cardinal protodiacre de Sainte-Marie-la-Neuve, lors du consistoire du 23 décembre 1383,.
Le 11 juin 1388, l'antipape le relève de cette charge, sans que l'on ne sache pourquoi, « mais par un abus non moins préjudiciable à la discipline et au bien des âmes que les commendes, les réserves et les grâces expectatives, il l'autorisa à garder l'administration et la perception des revenus de deux seigneuries importantes, celles de Châtillon-en-Diois et de Livron » (J. Chevalier, 1896). Il est remplacé par Henri Alleman.
Lorsque Benoît XIII monte sur le trône d'Avignon, Amédée de Saluces fait partie des prélats qui se détourne de lui. Il œuvre pour mettre fin au Grand Schisme. Benoît XIII le dépose, en 1408, pour avoir joint ce que l'on nomme l'obédience de Pise. De fait, il participe au concile de Pise, de 1409, qui voit l'élection de l'antipape Alexandre V. Ce dernier le renomme cardinal.
Il se retire à Saint-Donat dont il devient le premier prieur commendataire de Saint-Donat, par bulle papale de Jean XXIII.
Il se rend au concile de Constance, en 1415, au cours duquel il semble faire partie des candidats potentiels à la papauté. Le nouveau pape Martin V est élu. Ce dernier envoie Amédée de Saluces en France comme légat pour œuvrer à la paix. Au même moment, une nouvelle phase de la guerre de Cent Ans se met en place et sa mission échoue.
Le cardinal de Saluces participe aux conclaves de 1394 (élection de l'antipape Benoît XIII, de 1409 (élection de l'antipape Alexandre V et de 1417 (élection de Martin V), mais ne participe pas au conclave de 1410 (élection de l'antipape jean XXIII).
En 1408-1412, il partage la fonction avec le pseudo-cardinal Enrico Minutoli.

### Seigneur de Saint-Donat
Il hérite de sa mère, morte après août 1392, la seigneurie de Saint-Donat (Dauphiné),. En 1404, il confirme les privilèges du bourg,. 
Il prête hommage, en 1410, Amédée, au dauphin pour les différentes terres héritées de son grand-père, Hugues de Genève, dans la région, notamment Anthon.

### Testaments, mort et sépulture
Amédée de Saluces teste une première fois le 13 juin 1406. Il en fait un second le 21 juin 1419. Il fait Bertrand de Saluces, son neveu, son héritier. Ce dernier meurt peu de temps après au cours de la bataille de Verneuil (1424). Il fait don d'une partie de ses livres aux universités d'Avignon et d’Orléans,.
Il meurt le 28 juin 1419, à Saint-Donat,. Son corps est inhumé dans le cloître de l'église prieuriale. Ce lieu sépulture, en forme de chapelle, était celle des évêques de Grenoble, morts dans le bourg. Le tombeau est l'œuvre de Jacques Morel.
Les auteurs de Les anciens chanoines-comtes de Lyon (1897) ont indiqué, par erreur qu'il a été enterré dans la cathédrale de Lyon.